# Jeorjos Jakowu
Jeorjos Jakowu, gr. Γεώργιος Ιακώβου (ur. 19 lipca 1938 w m. Peristerona w dystrykcie Famagusta) – cypryjski dyplomata i polityk, minister spraw zagranicznych w latach 1983–1993 oraz 2003–2006.

## Życiorys
Z wykształcenia inżynier, absolwent Uniwersytetu Londyńskiego. Uzyskał magisterium z zarządzania przedsiębiorstwem w Imperial College London, z psychologii przemysłowej w Birkbeck College oraz ze stosunków międzynarodowych na Uniwersytecie Bostońskim. Na początku lat 60. pracował na Cyprze w sektorze prywatnym. Wyjechał potem do Wielkiej Brytanii, był zatrudniony w British Railways Board i w Price Waterhouse. W 1972 mianowany dyrektorem cypryjskiego centrum produktywności KEPA. Po tureckiej inwazji z 1974 powołany na dyrektora służby odpowiedzialnej za zapewnienie uchodźcom opieki i zakwaterowania. W latach 1976–1979 kierował sekcją ds. Afryki w biurze UNHCR w Genewie. W latach 1979–1983 był ambasadorem Cypru w RFN z równoległą akredytacją w Austrii i Szwajcarii. W 1983 mianowany dyrektorem generalnym resortu spraw zagranicznych.
We wrześniu 1983 objął stanowisko ministra spraw zagranicznych w rządzie Spirosa Kiprianu. Funkcję tę pełnił również w gabinecie Jorgosa Wasiliu, kończąc urzędowanie w lutym 1993. Kierował następnie grecką państwową fundacją zajmującą się repatriacją. W 1998 wystartował w wyborach prezydenckich z poparciem partii AKEL i DIKO. W drugiej turze głosowania otrzymał 49,2% głosów, przegrywając z ubiegającym się o reelekcję Glafkosem Kliridisem.
Od marca 2003 do czerwca 2006 ponownie kierował resortem spraw zagranicznych, wchodząc w skład rządu Tasosa Papadopulosa. W latach 2006–2007 był wysokim komisarzem w Wielkiej Brytanii. W 2008 prezydent Dimitris Christofias mianował go specjalnym przedstawicielem i głównym negocjatorem w sprawie dotyczącej problemu cypryjskiego; funkcję tę pełnił do 2013.

## Odznaczenia
- Krzyż Wielki Orderu Zasługi RFN[2]
- Krzyż Wielki Orderu Feniksa[2]
- Krzyż Wielki Orderu Honoru[2]
- Wielki Oficer I Klasy Odznaki Honorowej za Zasługi dla Republiki Austrii[5]
- Krzyż Wielki Orderu Izabeli Katolickiej[2]
- Krzyż Wielki Orderu Infanta Henryka[2]